# Тернопільська школа-колегіум Патріарха Йосифа Сліпого
Тернопільський навчально-виховний комплекс «Школа-колегіум Патріарха Йосифа Сліпого» — середній освітній комунальний навчальний заклад Тернопільської міської ради в м. Тернополі Тернопільської області. Школа названа на честь Патріарха Йосифа Сліпого.

## Історія
Школа-колегіум Патріарха Йосифа Сліпого заснована у 2011 році. До того була загальноосвітньою школою № 12.

## Сучасність
У 20 класах школи навчається 464 учнів.
Профіль навчання — філософський. У школі викладають англійську та німецьку мови.

## Керівництво
- Марія Богданівна Гуцал — директор

## Відомі випускники
- Павло Бас (1988—2015) — український військовик, боєць полку особливого призначення «Азов» Національної гвардії України, учасник російсько-української війни 2014—2017.
- Дмитро Мулярчук (нар. 1965) — український художник.
- Павло Римар (1980—2015) — український військовик, журналіст, учасник російсько-української війни 2014—2017.
- Тарас Слободян (1982—2013/2014) — активіст Євромайдану, Герой України.
- Тарас Циклиняк (нар. 1988) — український краєзнавець, екскурсовод, музикант (барабанник).